# Tetramerium obovatum
Tetramerium obovatum är en akantusväxtart som beskrevs av T.F. Daniel. Tetramerium obovatum ingår i släktet Tetramerium och familjen akantusväxter. Inga underarter finns listade i Catalogue of Life.